# Universidade de Iwate
A Universidade de Iwate (岩手大学, Iwate Daigaku, abreviado como 岩大, Gandai) é uma universidade federal localizada em Morioka, Iwate, Japão. Em 2014, contava com 4920 alunos e 790 funcionários.[carece de fontes?] Tem um campus: Ueda.

## História
Originalmente criada como Escola Normal de Iwate em 1876. Em 1949 foi reconhecida e estabelecida como universidade.

## Organização

Portão Principal da Universidade de Iwate

A universidade consiste de quatro departamentos:
- Ciências Humanas e Sociais
- Pedagogia
- Ciências Naturais e Engenharia
- Agricultura

Entres estes, 34 cursos.